# Селсо
Селсо Діас дос Сантос (порт. Celso Dias dos Santos, нар. 28 лютого 1956, Сантус) — бразильський футболіст, що грав на позиції центрального захисника.
Виступав, зокрема, за клуби «Васко да Гама» та «Порту».

## Ігрова кар'єра
У дорослому футболі дебютував 1976 року виступами за команду клубу «Ботафогу», в якій провів два сезони, взявши участь у 15 матчах чемпіонату. 
Згодом з 1978 по 1980 рік грав у складі команд клубів «Форталеза», «Сеара» та «Ферровіаріо».
Своєю грою за останню команду привернув увагу представників тренерського штабу клубу «Васко да Гама», до складу якого приєднався 1980 року. Відіграв за команду з Ріо-де-Жанейро наступні три сезони своєї ігрової кар'єри. 1982 року у складі команди став переможцем Ліги Каріока.
Протягом 1983—1984 років захищав кольори клубів «Атлетіку Паранаенсе», «Санта-Круж» та «Баїя».
1985 року уклав контракт з португальським «Порту», у складі якого провів наступні три роки своєї кар'єри гравця. Більшість часу, проведеного у складі «Порту», був основним гравцем захисту команди, у складі якої виграв низку національних і міжнародних трофеїв. Зокрема, у 1987 році очолювана югославським спеціалістом Томиславом Івичем португальська команда послідовно здобула перемоги у Кубку європейських чемпіонів, Міжконтинентальному кубку та Суперкубку УЄФА. Щоправда сам Селсо в іграх за здобуття двох остайніх трофеїв особисто участі не брав.
Протягом 1988—1992 років захищав кольори команди клубу «Гояс».
Завершив професійну ігрову кар'єру у клубі «Ферровіаріо» того ж 1992 року.

## Титули і досягнення
«Ферровіаріо»
- Переможець Ліги Сеаренсе:: 1979

«Васко да Гама»
- Переможець Ліги Каріока:: 1982

«Порту»
- Чемпіон Португалії: 1985–86, 1987–88
- Володар Кубка Португалії з футболу: 1987–88
- Володар Суперкубка Португалії з футболу: 1986
- Володар Кубка європейських чемпіонів: 1986–87
- Володар Міжконтинентального кубка: 1987
- Володар Суперкубка Європи: 1987